# Порожнеча (фільм, 2013)
«Порожнеча» (араб. وينن) — ліванський драматичний фільм, знятий сімома різними режисерами, які закінчили Університет Нотр-Дам. Прем'єра стрічки відбулася у 2013 році, а в Лівані відбулась 30 жовтня 2014 року. Фільм був висунутий Ліваном на премію «Оскар-2016» у номінації «найкращий фільм іноземною мовою».

## У ролях
- Керол Аббуд
- Діаманд Бу Аббуд
- Такла Шамун
- Талаль Ель-Жорді
- Джуліан Фарат
- Нада Абу Фарат

## Визнання
| Нагороди та номінації фільму «Порожнеча» | Нагороди та номінації фільму «Порожнеча» | Нагороди та номінації фільму «Порожнеча» | Нагороди та номінації фільму «Порожнеча» | Нагороди та номінації фільму «Порожнеча» | Нагороди та номінації фільму «Порожнеча» |
| Рік                                      | Нагорода                                 | Категорія                                | Номінант                                 | Результат                                |                                          |
| ---------------------------------------- | ---------------------------------------- | ---------------------------------------- | ---------------------------------------- | ---------------------------------------- | ---------------------------------------- |
| 2013                                     | Дубайський міжнародний кінофестиваль     | Найкращий фільм                          | «Порожнеча»                              | Номінація                                |                                          |